# Rigoberta Menchú
Rigoberta Menchù Tum (Uspantán, 9 gennaio 1959) è un'attivista guatemalteca di etnia K'iche', che ha ricevuto nel 1992 il Premio Nobel per la pace, datole "in riconoscimento dei suoi sforzi per la giustizia sociale e la riconciliazione etno-culturale basata sul rispetto per i diritti delle popolazioni indigene".

## Biografia

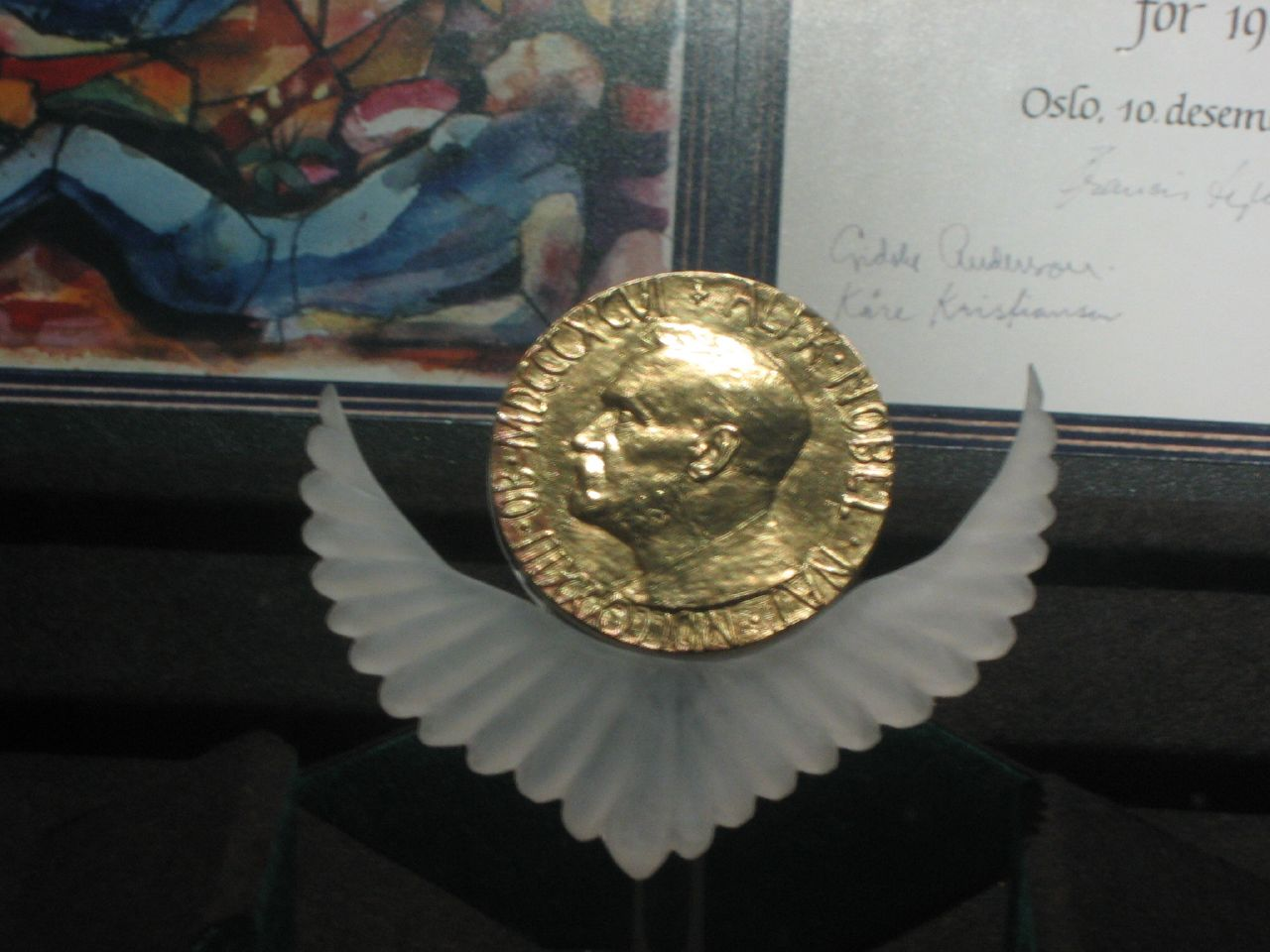
Il Premio Nobel di Rigoberta Menchú

Rigoberta Menchú ha sostenuto di aver iniziato a lavorare come bracciante agricola migrante all'età di 5 anni, in condizioni che causarono la morte dei suoi fratelli e dei suoi amici. Da adulta, si unì ai membri della sua famiglia in azioni contro i militari per i loro abusi dei diritti umani. Nel 1979 divenne un'importante dirigente nel Comitato di unità contadina, però la violenza la costrinse all'esilio nel 1981.
Dal 1982 partecipò nelle sessioni annuali della Sottocommissione di Prevenzione delle Discriminazioni e Protezione delle Minoranze della commissione per i Diritti Umani dell'ONU. Nel 1991 divenne ambasciatrice dell'ONU e prese parte alla stesura da parte delle Nazioni Unite di una dichiarazione dei diritti dei popoli indigeni. Dopo un po' di tempo la Menchú ritornò in Guatemala per lavorare al cambiamento del suo Paese.

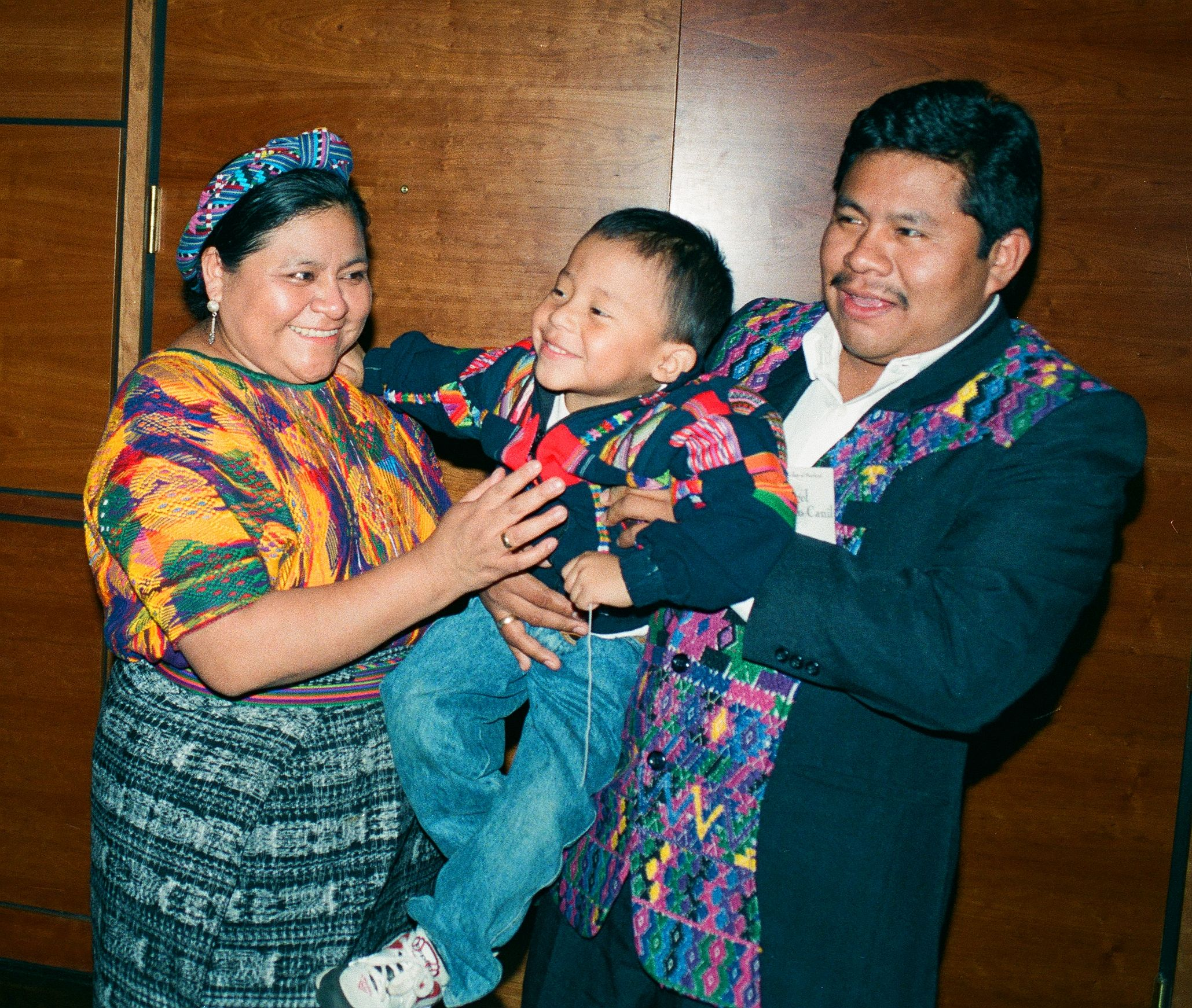
Fotografia ritraente Rigoberta Menchú insieme al marito e al figlio nel 1998 nel Maryland del sud

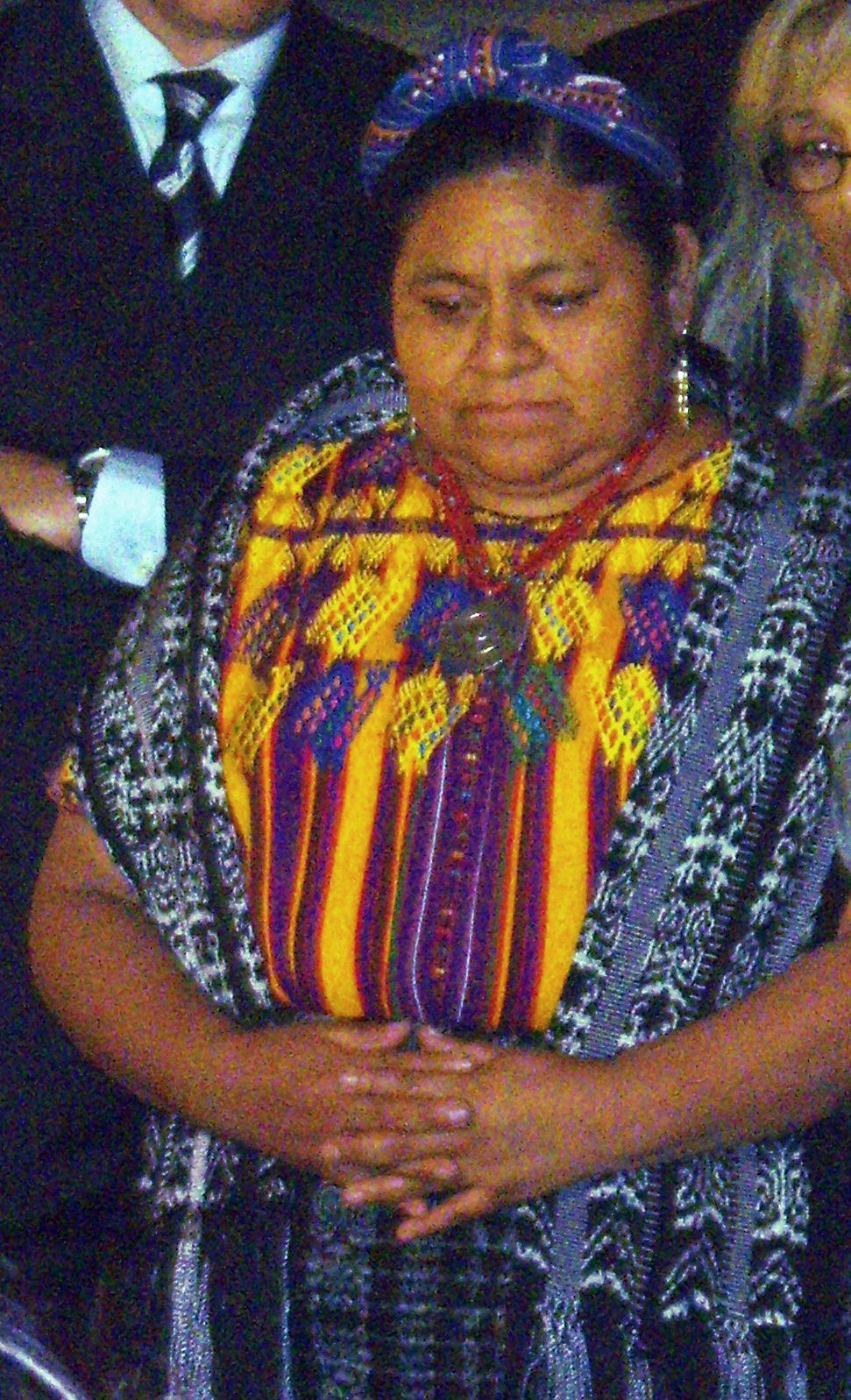
Menchú Tum ad Acaya, in provincia di Lecce, in occasione della conferenza stampa di apertura del Forum Internazionale per la Pace 2008

La sua candidatura al premio Nobel è stata fortemente appoggiata da un comitato promotore italiano, che raccolse l'adesione di 131 parlamentari 151 docenti universitari, 5 parlamentari europei, di padre David Maria Turoldo, del Senato accademico e del Consiglio di Facoltà di Scienze Politiche dell'Università di Torino.
La Città di Torino ha conferito la cittadinanza onoraria a Rigoberta Menchú Tum il 17 giugno 1992 e questa ha siglato un accordo di gemellaggio con la città di Quetzaltenango, governata, per la prima volta nella storia del Paese, da un sindaco di origine Maya. Nello stesso anno le è stata conferita la cittadinanza onoraria da parte della Città di Firenze, Lecco , Villaverla e L'Aquila, il 15 novembre 2001 le è stata conferita dalla Città di Ivrea, il 20 novembre 2001 le è stata conferita dal comune di Bellaria-Igea Marina e nel 2002 dal comune di Caorle.
Nel 1996 Papa Giovanni Paolo II si rifiutò di incontrarla durante il suo viaggio in Guatemala per non legittimare la sua battaglia a favore delle minoranze, nonostante il portavoce del pontefice Joaquín Navarro-Valls avesse riferito di un loro colloquio riportando anche parte della conversazione. La notizia dell'incontro fu poi smentita successivamente.
Nel 1999 ha inoltre cercato di far processare in un tribunale spagnolo l'ex dittatore militare Efraín Ríos Montt, per crimini commessi contro cittadini spagnoli; tali tentativi sono stati comunque senza esito. In aggiunta alla morte di cittadini spagnoli, le accuse più gravi comprendono il genocidio contro la popolazione Maya del Guatemala.
Si è candidata alla carica di Presidente della Repubblica sia in occasione delle elezioni del 2007, in cui ha ottenuto, col sostegno della formazione Incontro per il Guatemala, il 3,1% dei voti, sia in quelle del 2011, quando, sostenuta da una coalizione di sinistra (Winaq, URNG-MAIZ e Alternativa Nuova Nazione), ottenne il 3,2%.

## Opere
- Elizabeth Burgos, Mi chiamo Rigoberta Menchú, Giunti Editore, 1983.
- Rigoberta Menchù Tum, Ann Wright, Crossing Borders, Verso Books, 1999
- Rigoberta Menchù Tum, Dante Liano, Il vaso di miele. La storia del mondo in una favola Maya, Sperling & Kupfer, Milano 2006
- Rigoberta Menchù Tum, Rigoberta. I maya e il mondo, Giunti Editore, Firenze 2009